# Rumänische Riviera
Die Rumänische Riviera ist eine Region an der Schwarzmeerküste Rumäniens in der historischen Region Dobrudscha, die den gesamten Bereich zwischen der Grenze zu Moldau im Norden und zu Bulgarien im Süden ausmacht.
Die Region ist vom innerrumänischen Tourismus geprägt. In den Ortschaften entlang der Küste gibt es ausgehend vom Biosphärenreservat Donaudelta zahlreiche Seebäder. Der populärste Urlaubsort ist Mamaia im Norden der Kreisstadt Constanța. Weitere Badeorte sind Năvodari, Eforie, Costinești, Techirghiol, Olimp, Neptun, Jupiter, Cap Aurora, Venus, Saturn und Mangalia.
Das Wasser hat dort einen eher niedrigen Salzgehalt (17–18 ‰ am Ufer). Die Wassertemperatur in der Region liegt bei circa 20 bis 25 °C.

## Bilder

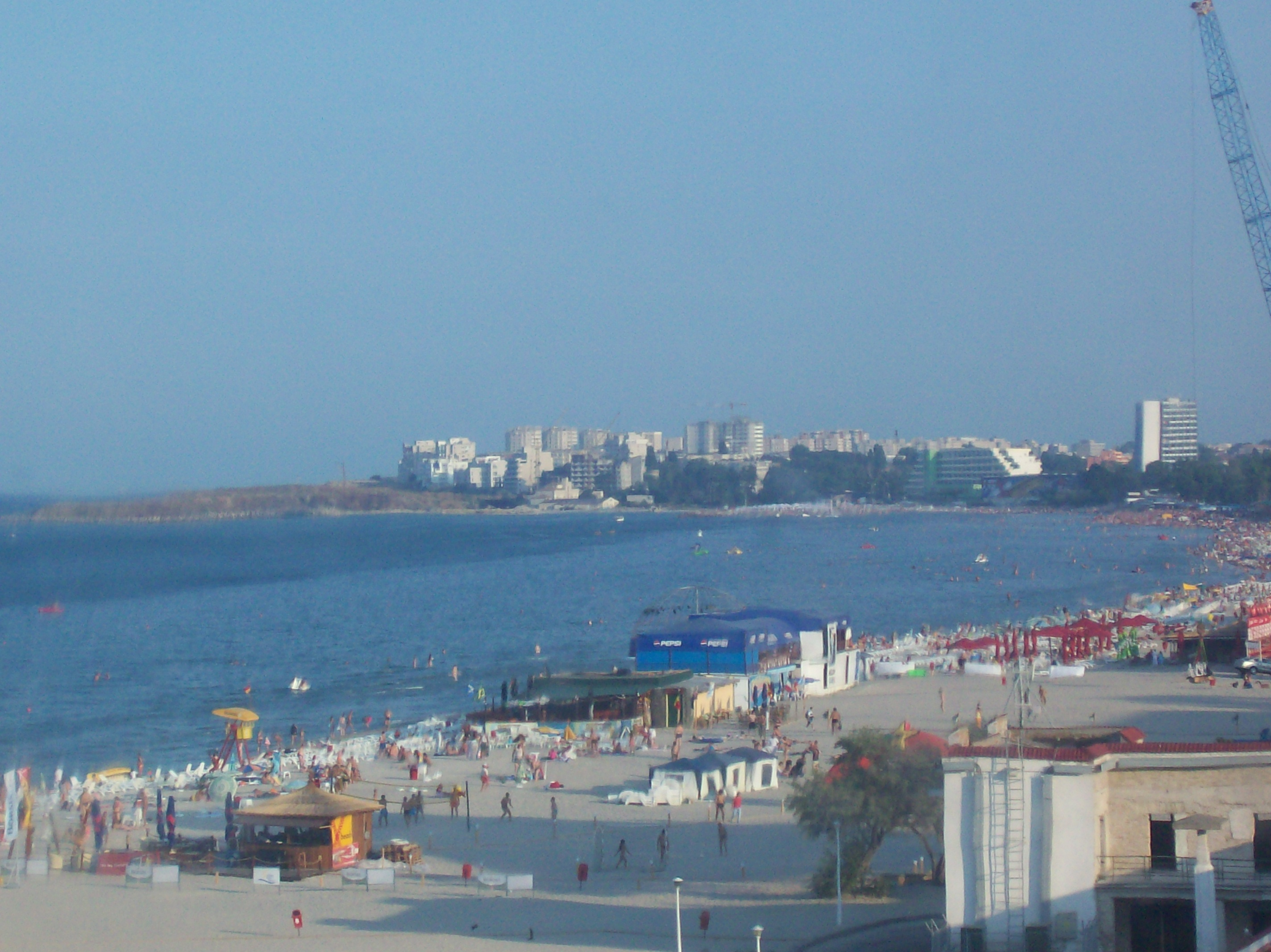
Mamaia
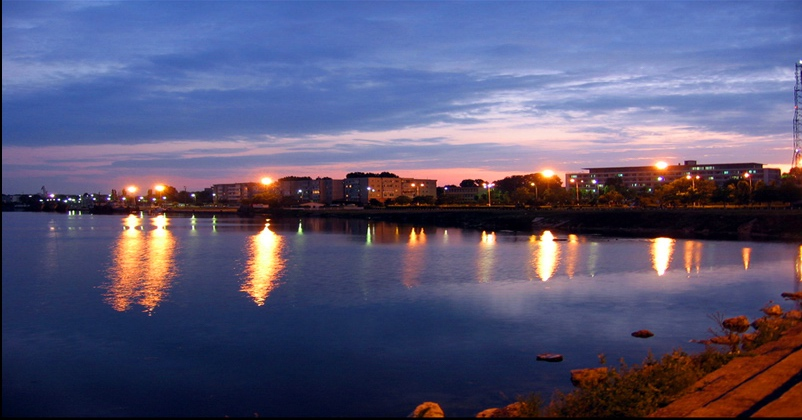
Mangalia
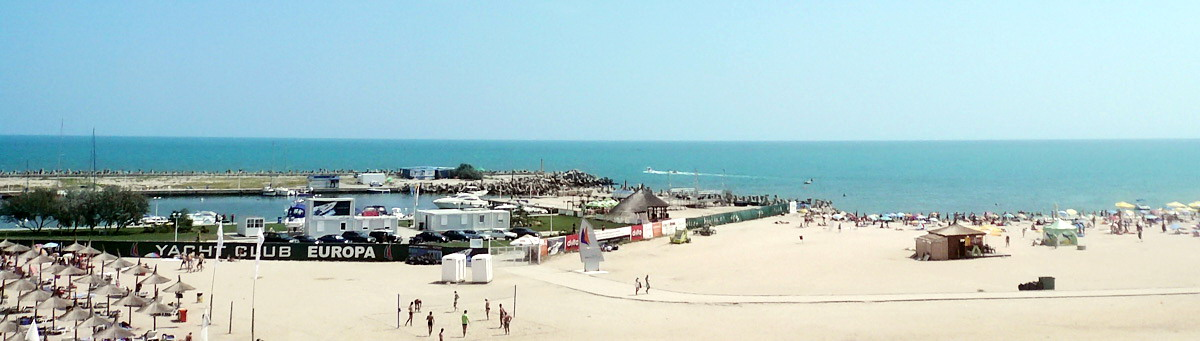
Eforie-Nord